# Новицький Володимир Станіславович
Володи́мир Станісла́вович Нови́цький (нар. 9 вересня 1947, с. Рисовата, Шепетівський район, Хмельницька область) — український політик, Міністр промислової політики України (з 18 грудня 2007 до 11 березня 2010).

## Освіта
У 1970 році закінчив хімічний факультет Дніпропетровський хіміко-технологічний інститут, за фахом інженер-хімік-технолог, спеціальність «Технологія переробки нафти і газу». Доктор технічних наук (1990), професор (2002).
Автор (співавтор) понад 150 науково-технічних публікацій.

## Кар'єра
З 1972 по 1984 рік працював у Державному науково-дослідному і проектному інституті метанолу та продуктів органічного синтезу в Сєвєродонецьку. Там пройшов шлях від молодшого наукового співробітника до завідувача лабораторії.
У 1984 році очолив вищезазначений інститут, де пропрацював до 1991 року.
У 1992–1995 рр. — заступник, перший заступник Міністра промисловості України. У 1999–2000 рр. — голова Державного інноваційного фонду України. З 2000 по 2001 р. — голова Державного комітету промислової політики. У 2002–2003 рр. був радником Президента України. З 2003 року — заступник Міністра промислової політики України.
Призначений на посаду Міністра промислової політики України в другому уряді Юлії Тимошенко Постановою Верховної Ради України № 10-VI від 18 грудня 2007 року. Звільнений з посади 11 березня 2010 року.
Професор Київського політехнічного інституту (з лютого 2000). Головний редактор науково-виробничого журналу «Хімічна промисловість України».

## Нагороди та звання
Заслужений працівник промисловості України (липень 1996). Лауреат премії Ради Міністрів СРСР (1983), Державної премії України в галузі науки і техніки (2002).
Державний службовець 1-го рангу (квітень 1994).